# Schanze am Kulm
Die Schanze am Kulm war eine Skisprungschanze bei Mönchröden im oberfränkischen Landkreis Coburg, die von 1924 bis in die 1970er-Jahre bestand.

## Geschichte
Die Schanze am Kulm wurde am 20. Januar 1924 vor 4000 Zuschauern mit 54 Teilnehmern eingeweiht. Damals wurden Weiten von bis zu 30 Metern erreicht, später stand der Schanzenrekord bei 44 Metern. Ab 1958 wurde die Schanze nach Plänen des Architekten Heini Klopfer mit Hilfe des Bundesgrenzschutzes umgebaut. Die neue Schanze wurde 1959 fertiggestellt und besaß einen Konstruktionspunkt von 66 Metern (zuvor 30 Meter). Im Jahr 1963 fand ein deutsch-deutsches Skispringen auf der im Zonenrandgebiet an der damaligen innerdeutschen Grenze gelegenen Schanze statt, bei der eine ostdeutsche Springerauswahl teilnahm, zu der auch der Olympiasieger von 1960, Helmut Recknagel gehörte. Dabei fanden 12.000 Zuschauer den Weg an die Kulm-Schanze. Am 1. März 1965 stellte der frühere deutsche Meister Max Bolkart vor 2000 Zuschauern mit 69 Metern einen neuen Schanzenrekord auf, der später auf 72 Meter gesteigert wurde. Im Jahr 1973 oder 1975 wurde der baufällige Holzturm der Schanze abgerissen und nicht wiederaufgebaut.
Die Schanze lag ungünstig an einen Südhang, bot selten Aufwind und musste oft aufwändig präpariert werden. Heute ist das Gelände der ehemaligen Kulm-Schanze vom umliegenden Wald zugewachsen. Nach dem Umbau der Kulmschanze von K30 auf K66 errichtete man 1961 zur Jugendförderung mit der Weinbergschanze in der Nähe eine neue K30-Schanze, die bis in die 1980er-Jahre betrieben wurde. Kulm (462 m) und Weinberg (441 m) sind jeweils die Namen der Berge, an deren Hängen die Schanzen lagen.